# Manuel Peña
Manuel Peña Escontrela (Sarria, 18 dicembre 1965 – Ponferrada, 13 novembre 2012) è stato un calciatore spagnolo, di ruolo attaccante.

## Carriera

### Calciatore

#### Club
Nel 1983 si unì al Real Valladolid, proveniente dalla Ponferradina in Tercera División spagnola.
Il suo debutto in Prima Divisione Spagnola avvenne il 10 settembre 1983, nella seconda giornata del campionato, che vide affrontarsi allo Stadio Luis Casanova il Valencia C.F. e il Real Valladolid, con la vittoria locale per 3-2. ) Peña giocò gli ultimi 38 minuti della partita dopo essere subentrato a Fortes. L'allenatore che lo fece debuttare in Prima Divisione fu José Luis García Traid. Nella stagione 1983-1984 il Real Valladolid vinse la Copa de la Liga battendo in finale l'Atletico Madrid.
Il suo primo gol in Prima Divisione lo segnò il 3 marzo 1985 all'Estadio de La Condomina, realizzando la rete della vittoria al 89º minuto in una partita che si concluse con una vittoria per 2-1 sulla Real Murcia.
Il 20 dicembre 1987 si mise in mostra con tre segnati contro Zubizarreta al Nou Camp, al 60º , 62º e 78º minuto, che permisero al Real Valladolid di vincere per 2-4 contro il Barcellona.
Nella stagione 1988-1989 contribuì al raggiungimento della finale di Coppa del Re, persa per 1-0 contro il Real Madrid, il 30 giugno 1989 al Vicente Calderón di Madrid.
Nella stagione 1989-1990 debuttò nelle competizioni europee, giocando nelle partite di andata e ritorno dei quarti di finale della Coppa delle Coppe contro il AC Monaco. Dopo due pareggi a reti inviolate, i monegaschi superarono il turno ai rigori.
Nel 1990, dopo sette stagioni, lasciò il Valladolid e si trasferì al Real Saragozza per 50 milioni di pesetas. Debuttò il 2 settembre 1990 contro la Real Sociedad (sconfitta esterna per 1-0) con Ildo Maneiro come allenatore.
Il 21 novembre segnò il suo primo gol con la squadra aragonese, in Coppa del Re contro il Maspalomas (4-0).
Nella stagione 1992-1993 disputò la Coppa UEFA giocando al primo turno contro i francesi del Caen. Ai sedicesimi il Real Saragozza eliminò i norvegesi del Frem, prima di arrendersi agli ottavi di finale ai tedeschi del Borussia Dortmund.
A fine anno, Peña lasciò il Real Saragozza, trasferendosi al Cadice in Segunda División spagnola. Debuttò contro il Compostela, il 5 settembre 1993. La stagione fu negativa per gli andalusi e si concluse con la retrocessione in Segunda División B.
Nella stagione 1994-1995 rimase al Cadice, tuttavia senza giocare alcuna partita.
Nel 1995-1996 si trasferì al Talavera, sempre in Segunda División B. Trascorse gli ultimi anni della carriera alla Ponferradina, in Tercera División. Nel 2000 giocò la sua ultima stagione da professionista, nella stessa squadra nella quale aveva cominciato, chiudendo la stagione con la promozione in Segunda División B.
Dopo il ritiro visse con la sua famiglia a Ponferrada, dove fu anche consigliere comunale per una legislatura, con delega allo sport. 
Morì il 13 novembre 2012 a 47 anni.

#### Nazionale
Collezionò diverse presenze con le nazionali giovanili spagnole, tra cui la nazionale olimpica. Fu medaglia d'argento ai Mondiali U-20 in Unione Sovietica nel 1986, perdendo la finale a Mosca contro il Brasile.
Tuttavia, non debuttò mai con la nazionale maggiore.

## Statistiche

### Cronologia presenze e reti in nazionale
| Cronologia completa delle presenze e delle reti in nazionale ― Spagna under 21 | Cronologia completa delle presenze e delle reti in nazionale ― Spagna under 21 | Cronologia completa delle presenze e delle reti in nazionale ― Spagna under 21 | Cronologia completa delle presenze e delle reti in nazionale ― Spagna under 21 | Cronologia completa delle presenze e delle reti in nazionale ― Spagna under 21 | Cronologia completa delle presenze e delle reti in nazionale ― Spagna under 21 | Cronologia completa delle presenze e delle reti in nazionale ― Spagna under 21 | Cronologia completa delle presenze e delle reti in nazionale ― Spagna under 21 |
| Data                                                                           | Città                                                                          | In casa                                                                        | Risultato                                                                      | Ospiti                                                                         | Competizione                                                                   | Reti                                                                           | Note                                                                           |
| ------------------------------------------------------------------------------ | ------------------------------------------------------------------------------ | ------------------------------------------------------------------------------ | ------------------------------------------------------------------------------ | ------------------------------------------------------------------------------ | ------------------------------------------------------------------------------ | ------------------------------------------------------------------------------ | ------------------------------------------------------------------------------ |
| 31-05-1985                                                                     | Tolone                                                                         | Romania under 21                                                               | 1 – 1                                                                          | Spagna under 21                                                                | Torneo di Tolone 1985                                                          | -                                                                              |                                                                                |
| 02-06-1985                                                                     | Marsiglia                                                                      | Francia under 21                                                               | 1 – 0                                                                          | Spagna under 21                                                                | Torneo di Tolone 1985                                                          | -                                                                              |                                                                                |
| 04-06-1985                                                                     | Tolone                                                                         | Costa d'Avorio under 21                                                        | 2 – 3                                                                          | Spagna under 21                                                                | Torneo di Tolone 1985                                                          | 1                                                                              |                                                                                |
| 07-06-1985                                                                     | Tolone                                                                         | Camerun under 21                                                               | 0 – 1                                                                          | Spagna under 21                                                                | Torneo di Tolone 1985                                                          | -                                                                              | 47’                                                                            |
| 13-10-1987                                                                     | Cadice                                                                         | Spagna under 21                                                                | 3 – 0                                                                          | Austria under 21                                                               | Qualificazioni Europei Under-21                                                | -                                                                              | 75’                                                                            |
| Totale                                                                         |                                                                                | Presenze                                                                       | 4                                                                              |                                                                                | Reti                                                                           | 1                                                                              |                                                                                |

## Palmarès

### Club

#### Competizioni nazionali
- Copa de la Liga: 1

Real Valladolid: 1984;